# إيفا إيردوس
إيفا إيردوس (بالمجرية: Erdős Éva)‏ (من مواليد 28 يوليو 1964 في بودابست) هي لاعبة كرة يد مجرية تنافست في الألعاب الأولمبية الصيفية عام 1996 وحصلت على الميدالية البرونزية مع الفريق المجري. لعبت أربع مباريات وسجلت ستة أهداف.

## روابط خارجية
- إيفا إيردوس على موقع الاتحاد الأوروبي لكرة اليد (الإنجليزية)
- إيفا إيردوس على موقع أوليمبيديا (الإنجليزية)
- إيفا إيردوس على موقع اللجنة الأولمبية المجرية (الهنغارية)